# Gunvor Wallin (jurist)
Gunvor Wallin, född Nordholm 29 november 1911 i Växjö, död 2010 i Båstad, var en svensk jurist, professor i civilrätt vid Lunds universitet och juris jubeldoktor.

## Biografi
Wallin tog studentexamen i Växjö 1932. Hon flyttade därefter till Lund där hon 1934 medverkade i bildandet av Ungsvenska studentföreningen och blev dennas första skattmästarinna. Juris kandidatexamen avlades 1937 varpå tingsmeritering i Mellersta Värends domsaga följde. 
I samband med att andra världskriget 1939 bröt ut och många unga män kallades in öppnade sig den annars svåra och mansdominerade arbetsmarknaden för jurister upp för Wallin och hon fick en tjänst vid Gillbergs advokatbyrå i Lund där hon kvarblev i flera år. Wallin öppnade egen advokatbyrå 1946, blev juris licentiat vid Lunds universitet 1956 och disputerade med avhandlingen Om avtal mellan makar 1958. Året därpå promoverades hon och blev därmed Lunds universitets första kvinnliga juris doktor och den andra kvinnan i Sverige som disputerat i juridik.
Wallin blev docent 1959 blev och universitetslektor i handelsrätt med beskattningsrätt 1963. År 1968 utnämndes hon till biträdande professor (preceptor) i civilrätt vid Lunds universitet. Hon var vid tidpunkten universitets enda kvinnliga juris professor och den andra i Sverige någonsin.
Den 29 maj 2009 promoverades Wallin till juris jubeldoktor i Lunds domkyrka. Hon blev därmed Lunds universitets första kvinnliga jubeldoktor i juridik.
Wallin är begravd på Båstads nya begravningsplats.